# Kościół Przemienienia Pańskiego w Krakowie (ul. Bogdanowskiego)
Kościół Przemienienia Pańskiego – zabytkowy rzymskokatolicki kościół parafialny znajdujący się w Krakowie, w dzielnicy X Swoszowice przy ul. Wincentego Bogdanowskiego 14, we Wróblowicach. Posługę pełnią księża diecezjalni. 
Świątynię w stylu postbarokowym wzniesiono w latach 1875–1881.

## Historia
Parafia w ówczesnej podkrakowskiej wsi Wróblowice powstała w 1845 r. Wybudowano plebanię (1852 r.) oraz drewnianą kaplicę, w której początkowo sprawowana była liturgia. Z inicjatywy proboszcza ks. Macieja Wieczorka rozpoczęto budowę murowanego kościoła. Główne prace budowlane trwały w latach 1875–1881. Kościół konsekrował bp Albin Dunajewski 7 sierpnia 1881 r. W 1882 r. ukończono ołtarz główny wg projektu Romualda Łapczyńskiego. Na początku XX w. w kościele umieszczono ręcznie wykonane stacje Drogi Krzyżowej, sprowadzone z Wiednia przez Katarzynę Gawor. Najbardziej zasadnicze remonty kościół przeszedł w 1989 r. i 1993 r.

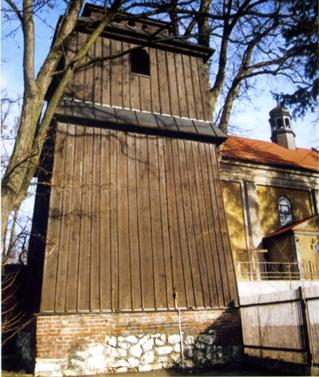
Dzwonnica

## Źródła
- Historia kościoła na stronie parafii Wróblowice. [dostęp 2018-08-16]. (pol.).
- Michał Rożek, Barbara Gądkowa Leksykon kościołów Krakowa, Wydawnictwo Verso, Kraków 2003, ISBN 83-919281-0-1